# Bianca Walkden
Pour les articles homonymes, voir Walkden.
Bianca Walkden, née le 29 septembre 1991 à Liverpool en Angleterre, est une taekwondoïste britannique. Bianca Walkden est médaillée de bronze olympique en +67 kg (2016 et (2021), quadruple championne du monde (2015, 2017, 2019 et 2021), quintuple championne d'Europe (2014, 2016, 2019, 2021 et 2022), victorieuse des Jeux mondiaux des sports de combat (2010) ainsi que de 5 WT Grands Prix.

## Palmarès

### Jeux olympiques
- Médaille de bronze des +67 kg aux Jeux olympiques de 2016 à Rio de Janeiro (Brésil).
- Médaille de bronze des +67 kg aux Jeux olympiques de 2020 à Tokyo (Japon).

### Championnats du monde
- Médaille d'or des +73 kg en 2021 à Riyad (Arabie saoudite)[1].
- Médaille d'or des +73 kg en 2019 à Manchester (Royaume-Uni).
- Médaille d'or des +73 kg en 2017 à Muju (Corée du Sud).
- Médaille d'or des +73 kg en 2015 à Tcheliabinsk (Russie).
- Médaille de bronze des +73 kg en 2023 à Bakou (Azerbaïdjan).

### World Taekwondo Grands Prix
- Médaille d'or des +67 kg du Grand Prix 2017 à Abidjan (Côte d'Ivoire).
- Médaille d'or des +67 kg du Grand Prix 2017 à Londres (Royaume-Uni).
- Médaille d'or des +67 kg du Grand Prix 2017 à Rabat (Maroc).
- Médaille d'or des +67 kg du Grand Prix 2017 à Moscou (Russie).
- Médaille d'or des +67 kg du Grand Prix 2016 à Bakou (Azerbaïdjan).
- Médaille d'argent des +67 kg du Grand Prix 2018 à Taoyuan (Taipei).
- Médaille d'argent des +67 kg du Grand Prix 2015 à Manchester (Royaume-Uni).
- Médaille d'argent des +67 kg du Grand Prix 2015 à Samsun (Turquie).
- Médaille de bronze des +67 kg du Grand Prix 2018 à Rome (Italie).
- Médaille de bronze des +67 kg du Grand Prix 2015 à Moscou (Russie).
- Médaille de bronze des +67 kg du Grand Prix 2014 à Suzhou (Chine).

### Jeux mondiaux des sports de combat
- Médaille d'or des +67 kg en 2010 à Pékin (Chine)

### Championnats d'Europe
- Médaille d'or des +73 kg en 2022 à Manchester (Royaume-Uni).
- Médaille d'or des +73 kg en 2021 à Sofia (Bulgarie).
- Médaille d'or des +67 kg en 2019 à Bari (Italie).
- Médaille d'or des +73 kg en 2016 à Montreux (Suisse).
- Médaille d'or des +73 kg en 2014 à Bakou (Azerbaïdjan).
- Médaille d'argent des +73 kg en 2018 à Kazan (Russie).
- Médaille de bronze des +73 kg en 2010 à Saint-Pétersbourg (Russie).